# Marcel Lepan
Marcel Pierre Lepan (Boulogne-sur-Mer, 14 de diciembre de 1909-Boulogne-sur-Mer, 10 de marzo de 1953) fue un deportista francés que compitió en remo como timonel. Participó en los Juegos Olímpicos de París 1924, obteniendo una medalla de plata en la prueba de cuatro con timonel.

## Palmarés internacional
| Juegos Olímpicos | Juegos Olímpicos | Juegos Olímpicos | Juegos Olímpicos   |
| Año              | Lugar            | Medalla          | Prueba             |
| ---------------- | ---------------- | ---------------- | ------------------ |
| 1924             | París (Francia)  | Medalla de plata | Cuatro con timonel |